# 多元微积分
在微积分学中，多元微积分，也称为多变量微积分（英語：Multivariable calculus）是涉及多元函數的微積分學的統稱。相较于只有单个变量的一元微积分，多元微积分在函数的求导和积分等运算中含有至少两个变量。例如微分多元函數時，就引申出偏微分、全微分，對多元函數進行積分計算時，又會涉及多重積分。

## 历史
多元函数的概念很早就出现在物理学中，因为人们常常要研究取决于多个其他变量的物理量。例如托马斯·布拉德华曾试图寻找运动物体的速度、动力和阻力之间的关系。:210不过从十七世纪开始，这个概念有了长足发展。1667年，詹姆斯·格雷果里在 Vera circuli et hyperbolae quadratura 一文中给出了多元函数最早的定义之一：“（多元）函数是由几个量经过一系列代数运算或别的可以想象的运算得到的量。”:216十八世纪，人们发展了基于无穷小量的微积分，并研究了常微分方程和偏微分方程的解法。那时多元函数的运算与一元函数类似。直到十九世纪末和二十世纪，人们才严格建立起偏导数（包括二阶偏导数）的计算法则。

## 多元函数
多元函数是指定义域为{\displaystyle \scriptstyle \mathbb {R} ^{n}}或其一部分，值域为{\displaystyle \scriptstyle \mathbb {R} }或{\displaystyle \scriptstyle \mathbb {R} ^{m}}的函数。第二种情况可归结为第一种情况，因为它实际上可看成{\displaystyle m}个定义在{\displaystyle \scriptstyle \mathbb {R} ^{n}}上，值域是{\displaystyle \scriptstyle \mathbb {R} }的坐标函数。这样的函数让定义域中的每个元素（即n元组{\displaystyle x=(x_{1},x_{2},\dots ,x_{n})}）对应唯一一个值域中的元素，记为{\displaystyle f(x)}或{\displaystyle f(x_{1},x_{2},\dots ,x_{n})}，如下所示：
如果线性空间{\displaystyle \scriptstyle \mathbb {R} ^{n}}和{\displaystyle \scriptstyle \mathbb {R} ^{m}}上赋有范数，就可以研究这种多元函数的连续性和可微性。如果固定除一个变量外的其他变量，多元函数的研究就可归结为值域是{\displaystyle \scriptstyle \mathbb {R} ^{m}}的函数。如果分别考虑坐标函数的话，甚至可归结为值域是{\displaystyle \scriptstyle \mathbb {R} }的函数。比如，这种函数的导数存在的话，就称为原来多元函数的偏导数。

## 多元函数的分析
数学分析中的经典概念可以推广到多元函数，但也要引入线性代数中的概念。

### 极限与连续性
设{\displaystyle E}是{\displaystyle \scriptstyle \mathbb {R} ^{n}}中的一个开集，{\displaystyle f}是定义在{\displaystyle E}上的函数。给{\displaystyle \scriptstyle \mathbb {R} ^{n}}赋予一个范数之后，就可以这样定义连续性：对{\displaystyle E}中的每个点{\displaystyle a}，{\displaystyle f}在{\displaystyle a}处连续当且仅当
{\displaystyle \forall \varepsilon >0\,\exists \alpha >0,(||x-a||<\alpha \wedge x\in E)\Rightarrow |f(x)-f(a)|<\varepsilon }
在多元微积分领域，对函數極限和连续性的研究可导致许多违反直觉的结果。例如，一些二元标量函数，当{\displaystyle x}，{\displaystyle y}沿不同路径（例如直线与抛物线）趋近于极限点时，函数的值不同。:19-22例如，函数
{\displaystyle f(x,y)={\frac {x^{2}y}{x^{4}+y^{2}}}}
沿任何直线 {\displaystyle y=kx} 趋近于原点 {\displaystyle (0,0)} 时，f趋近于0。然而，当变量x，y沿抛物线 {\displaystyle y=x^{2}} 趋近于原点时，f趋近于0.5。由于沿不同路径取极限时函数值不同，故该函数在原点的极限不存在。
每一个变量的连续不是多元函数连续的充分条件::17-19
例如, 含有两个变量的实数函数 {\displaystyle f(x,y)}，对于每一个固定的 {\displaystyle y} ， {\displaystyle f} 关于 {\displaystyle x} 的函数在其定义域内连续。同样的，对于每一个固定的 {\displaystyle x} ， {\displaystyle f} 关于 {\displaystyle y} 的函数在其定义域也内连续，但这不能说明原函数连续。
举一个例子，考虑函数
{\displaystyle f(x,y)={\begin{cases}{\frac {y}{x}}-y&{\text{if }}1\geq x>y\geq 0\\{\frac {x}{y}}-x&{\text{if }}1\geq y>x\geq 0\\1-x&{\text{if }}x=y>0\\0&{\text{else}}.\end{cases}}}
很容易验证，在实数域中，定义函数：
{\displaystyle f_{y}(x):=f(x,y)}，则对于每一个固定的 {\displaystyle y} ，{\displaystyle f_{y}(x)} 在 {\displaystyle \mathbb {R} } 上连续。同理，函数{\displaystyle f_{x}} 
也是关于 {\displaystyle y} 的连续函数。然而，函数 {\displaystyle f} 在原点是不连续的。 
考虑序列 {\displaystyle f\left({\frac {1}{n}},{\frac {1}{n}}\right)} ( {\displaystyle n} 为自然数)，若在原点连续其结果应为 {\displaystyle f(0,0)=0} 。然而，通过计算知其在原点的极限为
{\displaystyle \lim _{n\to \infty }f\left({\frac {1}{n}},{\frac {1}{n}}\right)=1.}。 因此， {\displaystyle f} 在原点不连续。

### 偏导数
偏导数将导数的概念推广到更高维度。一个多变量函数的偏导数是一个相对于一个变量的导数，所有其他变量视作常数，保持不变。:26ff
偏导数可以组合起来，创造出形式更复杂的导数。在向量分析中，Nabla算子({\displaystyle \nabla })依据偏导数被用于定义这些概念：梯度，散度，旋度。在含有偏导数的矩阵中，雅可比矩阵可以用来表示任意维空间之间的函数的导数。因此，导数可理解为从函数定义域到函数值域的逐点变化的线性映射。
含有偏导数的微分方程称为偏微分方程或「PDE」。这些方程较只含有一个变量的常微分方程更难解出。:654ff

### 重积分
重积分将积分的概念拓展至任意数量的变量。二重积分和三重积分可用于计算平面和空间中区域的面积和体积。富比尼定理给出了使用逐次积分的方法计算二重积分的条件。:367ff
可以用曲面积分和曲线积分在曲面和曲线等流形上进行积分。

### 多元微积分基本定理
在一元微积分中，微积分基本定理建立了导数与积分的联系。多元微积分中导数与积分之间的联系，体现为矢量微积分的积分定理：:543ff
- 梯度定理
- 斯托克斯定理
- 高斯散度定理
- 格林公式

在对多元微积分更深层次的研究中，可以认为以上四条定理是一个更一般的定理的具体表现，即广义斯托克斯定理，后者适用于在流形上对微分形式进行积分。

### 向量分析
向量分析研究欧式空间中足够光滑的标量和矢量场，即欧式空间{\displaystyle E}中的一个开集到
{\displaystyle \scriptstyle \mathbb {R} }和{\displaystyle E}的可微函数。因此向量分析是多元微积分的一个分支微分几何里的内容。
不过，向量分析的重要性源自它在物理学和工程科学中的广泛应用，所以上面的{\displaystyle E}常限制为{\displaystyle \scriptstyle \mathbb {R} ^{3}}，即通常的三维空间。在这种语境下，矢量场给空间中的每个点赋予一个带有三个实数分量的矢量，而标量场给每个点赋予一个实数。以湖水为例，湖水各处的温度形成一标量场，而各处的速度则形成一矢量场。因此，矢量分析是流体力学、气象学、静电学、电动力学和地球物理学的基本工具。

## 应用
| 对象   | 图示 | 定义域和值域                                                                  | 适用运算                                 |
| ------ | ---- | ----------------------------------------------------------------------------- | ---------------------------------------- |
| 曲线   |      | {\displaystyle f:\mathbb {R} \to \mathbb {R} ^{n}}for {\displaystyle n>1}     | 曲线长度、曲线积分、曲线曲率             |
| 曲面   |      | {\displaystyle f:\mathbb {R} ^{2}\to \mathbb {R} ^{n}}for {\displaystyle n>2} | 表面积、曲面积分、通量、曲面曲率         |
| 标量场 |      | {\displaystyle f:\mathbb {R} ^{n}\to \mathbb {R} }                            | 极大值和极小值、拉格朗日乘数、方向导数   |
| 向量場 |      | {\displaystyle f:\mathbb {R} ^{m}\to \mathbb {R} ^{n}}                        | 有关向量分析的运算、包括梯度、散度、旋度 |